# 368 (numero)
Trecentosessantotto (368) è il numero naturale dopo il 367 e prima del 369.

## Proprietà matematiche
- È un numero pari.
- È un numero composto con 10 divisori: 1, 2, 4, 8, 16, 23, 46, 92, 184, 368. Poiché la somma dei divisori (escluso il numero stesso) è 376 > 368, è un numero abbondante.
- È un numero felice.
- È un numero pratico.
- È un numero congruente.
- È parte delle terne pitagoriche (276, 368, 460), (368, 465, 593), (368, 1026, 1090), (368, 1449, 1495), (368, 2100, 2132), (368, 4224, 4240), (368, 8460, 8468), (368, 16926, 16930), (368, 33855, 33857).
- È un numero palindromo e un numero a cifra ripetuta nel sistema di numerazione posizionale a base 22 (GG).
- È un numero di Leyland.

## Astronomia
- 368P/NEAT è una cometa periodica del sistema solare.
- 368 Haidea è un asteroide della fascia principale del sistema solare.

## Astronautica
- Cosmos 368 è un satellite artificiale russo.